# Waardhuizen (plaats)
Waardhuizen is een dorp in de Nederlandse gemeente Altena, provincie Noord-Brabant. Tot 1879 behoorde het tot de gemeente Emmikhoven en Waardhuizen, daarna tot 1973 tot de gemeente Almkerk c.a., en vervolgens tot de fusiegemeente Woudrichem die in 2019 opging in de gemeente Altena.

## Toponymie
De naam Waardhuizen bevat het woord waard, een door rivieren omgeven land.

## Geschiedenis
De naam van de plaats werd voor het eerst vermeld in 1292 als Werthuysen. Het betrof een donk, waar bij opgravingen in 1968 resten van de Vlaardingencultuur zijn aangetroffen. Ook sporen van netten van wilgentenen werden gevonden, waarmee op de steur gevist werd die zich in het grensgebied tussen zoet en zout water ophoudt. Op deze plaats, ten westen van het huidige dorp, werd in de 14e eeuw een kerkje gebouwd. Dit was aan de Heilige Jacobus gewijd. Iedere dinsdag droeg de pastoor van Uitwijk hier een Heilige Mis op. De Reformatie maakte hier een eind aan. Het kerkje raakte in verval, al werd het in 1750 nog opgeknapt. In 1839 werd het kerkje echter gesloopt. Er wordt beweerd dat zulks gebeurde om de Afgescheidenen te verhinderen om deze kerk in gebruik te nemen. Harde bewijzen voor deze bewering ontbreken echter. Na de sloop werd op deze plaats een Hervormde begraafplaats ingericht.
Deze Afscheiding had grote invloed in Waardhuizen en Uitwijk. Dominee George Gezelle Meerburg predikte ook hier, en er werden oefeningen gehouden ten huize van Marinus van der Giessen, Almweg 7. Hij werd op 5 april 1837 zelfs naar het gevang gebracht, samen met de voorgangers Govert Pellekaan en Jan de Jong. Marinus stierf in de gevangenis op 31 december 1837. Toen echter Koning Willem I gestorven was, versoepelde het beleid. De Afgescheidenen kochten in 1843 een woning die als een eenvoudig kerkje werd ingericht, waar wekelijks 60 à 70 gemeenteleden bij elkaar kwamen. In 1851 kwam er voor het eerst een eigen predikant. Uiteindelijk gingen deze Afgescheidenen tot de Gereformeerde Kerken in Nederland behoren. In 1944, toen de Gemeente meer dan 300 lidmaten had, bracht de Vrijmaking opnieuw een scheiding van geesten tot stand. Een groot deel van de Gemeente ging naar de Vrijgemaakten over en aldus kwamen er twee kerken in Waardhuizen. Uiteindelijk werden er banden aangeknoopt met de Hervormden en in 1999 kwam er een gezamenlijke predikant.

## Bezienswaardigheden
Het dorpje kent aldus twee kerken en een basisschool:
- Christelijke basisschool, de voormalige School met de Bijbel, uit 1922
- Gereformeerde kerk, Waardhuizen 35, een eenvoudig bakstenen gebouw uit 1921 met zadeldak, metalen kozijnen en spitsbogen. Boven de ingang een steen uit 1920 met de tekst: Eben-Haëzer.
- Nederlandse Gereformeerde kerk, aan Waardhuizen 24, een  gebouw uit 2022 met ingebouwd torentje.
- Enkele fraaie boerderijen

Waardhuizen telt geen rijksmonumenten.

## Economie
Waardhuizen heeft altijd van de landbouw geleefd. Rond 1850 werd vooral wintertarwe, vlas, bonen en haver verbouwd. Ook de veeteelt, zowel melk- als slachtvee, was van belang. Het dorp kende een klein aantal ambachtslieden (smid, timmerman, rietdekker, wagenmaker), maar industrie van enige betekenis is er nimmer geweest.

## Natuur en landschap
Waardhuizen strekt zich over een lengte van ongeveer 1 km uit langs de zuidoever van de Alm. Deze rivier verbreedt zich in westelijk richting tot de Wijde Alm, een natuurgebied.
Direct ten zuidoosten van Waardhuizen ligt het Eendenveld, behorend bij natuurgebied Pompveld, dat ook een eendenkooi omvat. Naast enkele plassen en moerasbosjes bestaat de omgeving van Waardhuizen voornamelijk uit landbouwgebied.

## Geboren
- Louwrens Penning (1854-1927), schrijver

## Nabijgelegen kernen
Uitwijk, Almkerk, Babyloniënbroek, Giessen